# Valéria Héjjas
Valéria Héjjas (ur. 4 lipca 1980 w Szarvas) – węgierska siatkarka grająca na pozycji przyjmującej, reprezentantka kraju.

## Kluby
| Klub                       | Lata gry  |
| -------------------------- | --------- |
| BSE Budapeszt              | 1998−2002 |
| Jaszbereny                 | 2002−2003 |
| Kansas State University    | 2003−2005 |
| Istres Sports Volley-Ball  | 2006–2010 |
| UGSE Nantes Volley Féminin | 2010–     |

## Osiągnięcia
- 2003 –  zdobywczyni Pucharu Węgier
- 2002 –  złota medalistka Mistrzostw Węgier